# Dušan Adamović
Pour les articles homonymes, voir Adamović.
Dušan Adamović (en serbe cyrillique : Душан Адамовић ; né le 28 juillet 1893 à Sanski Most – mort le 17 novembre 1975 à Niš) était un peintre serbe.

## Biographie
Dušan Adamović est né le 28 juillet 1893 à Sanski Most, où il achève ses études élémentaires. Il fréquente ensuite l'École des métiers d'art ((hr)) de Zagreb, où il s'initie à la bijouterie et à l'horlogerie. À partir de 1911 et jusqu'en 1914, il suit les cours de peinture de la Viša škola za umjetnički obrt de Zagreb puis, de 1920 à 1923, il étudie à Prague à l'École spéciale de peintre et fréquente des artistes comme Milivoj Uzelac (1897-1977), Vera Milić (1900-1943), Milenko Đurić (1894-1945), Milan Konjović (1898-1993), Kosta Hakman (1899-1961) ou Ivan Radović (1894-1973), qui tous participent à la création de l'art moderne serbe. À Prague, Dušan Adamović participe à ses premières expositions collectives. De retour en Yougoslavie, il enseigne à Skopje de 1923 à 1941. De 1945 à 1960, il enseigne à Zaječar en tant que professeur d'allemand et professeur de dessin.
Il a exposé à Kostajnica, Zagreb, Belgrade, Skopje, Subotica, Kutina et Smederevo. Des rétrospectives lui ont été consacrées en 1976 et 2001 au Musée national de Zaječar, qui, par ailleurs, abrite le plus grand nombre de ses œuvres.
Dušan Adamović est mort à Niš le 17 novembre 1975.